# 小行星16053
小行星16053（16053 Brennan）是一颗绕太阳运转的小行星，为主小行星带小行星。该小行星于1999年5月10日发现。

## 轨道参数
小行星16053的轨道半长轴为2.8451997 UA，离心率为0.016。